# Harpactirella insidiosa
Harpactirella insidiosa is een spinnensoort in de taxonomische indeling van de vogelspinnen (Theraphosidae).
Het dier behoort tot het geslacht Harpactirella. De wetenschappelijke naam van de soort werd voor het eerst geldig gepubliceerd in 1960 door J. Denis.